# Divočina Juniper Dunes
Divočina Juniper Dunes je chráněné území obsahující 28,9 km² okresu Franklin v americkém státě Washington. Byla založena roku 1984 a je známá jako místo nejsevernějšího výskytu jalovce Juniperus occidentalis, jenž roste na zdejších písečných dunách.
Kromě keřů je chráněn také zdejší divoký život, který zastupují jelenci ušatí, rysové červení, kojoti, jezevci, skunkovití, mustely, dikobrazi, pytlonošovití, tarbíkomyši, různé druhy myší, jestřábi, sovy, havrani, křepelky, koroptve, bažanti, holubovití, různí pěvci a také chřestýši.
Mimo již zmíněné jalovce Juniperus occidentalis zde žádné stromy nerostou, zdejší vegetaci tedy dále zastupují Ericameria nauseosa, Chrysothamnus greenei, Pseudoroegneria spicata, Oryzopsis hymenoides, písečnice, Astragalus sclerocarpus, nebo opuncie.
Momentálně není divočina legálně přístupná, jelikož všechna okolní půda je soukromým majetkem. Dohoda mezi majiteli a návštěvníky ze začátku roku 2007 však umožňuje turistům po získání povolení cestovat po jedné ze starých polních cest, která končí nedaleko hranic divočiny.